# Jalal Talabani
Jalal Talabani (àrab: جلال الطلباني, Jalāl aṭ-Ṭalabānī; kurd: جه‌لال تاڵه بانی, Celal Talebanî) (Kelkan, 12 de novembre de 1933 - Berlín, 3 d'octubre de 2017) fou un polític i advocat kurd. Exercí de Primer ministre de l'Iraq el 2003, de President de l'Iraq entre 2005 i 2014, i de secretari general del partit Unió Patriòtica del Kurdistan entre 1975 i 2017 sent-ne un dels fundadors. Talabani fou un destacat membre del consell interí que va governar l'Iraq durant la invasió dels Estats Units l'any 2003. Fou el primer president de l'Iraq no-àrab, tot i que Abd al-Karim Qasim fou parcialment d'herència kurda. Fou conegut com a «Mam Jalal» (‘oncle Jalal') entre kurds i àrabs iraquians.
Talabani nasqué en el 12 de novembre de 1933 a l'aldea de Kelkan, al Kurdistan del Sud. Amb 14 anys s'afilià al Partit Democràtic Kurd (PDK),i als 18 va ser escollit membre del comitè central. El 1953 ingressà a l'escola de dret, d'on isqué com advocat el 1959, després de la qual cosa va ser reclutat per a l'exèrcit iraquià.
Durant els anys seixanta controlà l'executiva del PDK, convertint-se cada vegada més en una figura molt important dins de la política kurda. Abandonà el PDK el 1966 amb la intenció de la creació d'un grup polític més moderat, més democràtic i menys tribal. Arran d'aquestes idees nasqué la Unió Patriòtica del Kurdistan el 1975.
Sota la seua direcció, la UPK s'enfrontà al PDK de Masud Barzani després de la guerra del Golf el 1991. A la guerra civil kurda consegüent d'aquesta contesa, la UPK acceptà l'ajut de l'Iran. Posteriorment Talabani i Barzani es van reconciliar, anant tots dos com a coalició en les primeres eleccions d'Iraq baix l'ocupació l'any 2005 amb el nom d'Aliança Patriòtica Democràtica del Kurdistan.
Quan es va produir la invasió d'Iraq l'any 2003, Talabani encara es mantenia al front del PUK com una figura respectada i reconeguda internacionalment per ser un dels principals opositors contra la dictadura de Saddam Hussein. Fou designat pels Estats Units com un dels membres destacats del consell interí i ocupà la presidència durant el mes de novembre de 2003. També s'ha distanciat del moviment independentista kurd, donant suport al federalisme iraquià.
Com a resultat de les eleccions del 30 de gener de l'any 2005, Talabani fou assignat president del govern transitori iraquià per l'assemblea nacional transitòria el 6 d'abril del 2005.
Al costat de Talabani també assumiren els seus dos càrrecs com a vicepresidents: el sunnita Ghazi al Yawar i el xiïta laic Adel Abdul Mahdi, amb Ibrahim Al Yafari com a Primer ministre.
Després de les eleccions del 15 de desembre del 2005, el nou Consell de Representants d'Iraq (cambra baixa del Parlament iraquià) tornà a escollir Talabani com a President a l'abril del 2006; en aquest cas com a President Constitucional i no com a provisional. El Consell de Representants va escollir com nous vicepresidents al xiïta Adel Abdul Mahdi (que també repetia càrrec) i el sunnita Tariq Al-Hashimi.